# Gore Bay
Gore Bay är en ort i Kanada.   Den ligger i Manitoulin District och provinsen Ontario, i den sydöstra delen av landet, 500 km väster om huvudstaden Ottawa. Gore Bay ligger 182 meter över havet och antalet invånare är 850.
Terrängen runt Gore Bay är platt. Runt Gore Bay är det mycket glesbefolkat, med 2 invånare per kvadratkilometer.. Gore Bay är det största samhället i trakten. 
Omgivningarna runt Gore Bay är en mosaik av jordbruksmark och naturlig växtlighet.